# POODLE
POODLE (zkratka z anglického „Padding Oracle On Downgraded Legacy Encryption“, doslova „Útok výplňovým orákulem na degradované historické šifrování“) je zranitelnost na úrovni protokolu, která umožňuje útok man in the middle na komunikaci protokolem SSL verze SSL 3.0, respektive i na komunikaci protokolem TLS, pokud klient a server povolují za účelem zpětné kompatibility jeden druhému vynucení přechodu na starší protokol SSL 3.0.

## Historický kontext útoku
Zranitelnost byla zveřejněna společností Google dne 14. října 2014, byla mírně podobná předchozí zranitelnosti BEAST útočící rovněž na výplň v režimu CBC a v rámci databáze CVE jí bylo přiděleno označení CVE-2014-3566. Pro výrobce webových prohlížečů byla podnětem k vypnutí podpory SSL 3.0 a jako jeden z hlavních důvodů, proč je zapotřebí zakázat používání protokolu SSL 3.0, ji uvádí i RFC 7525 z května 2015.
Protokol SSL 3.0 byl vyvíjen firmou Netscape a vydán ve své konečné podobě v roce 1996. Jeho nástupce, protokol TLS, byl standardizován již v roce 1999 jako RFC 2246, ovšem v době objevení útoku POODLE byl z důvodu zpětné kompatibility stále ještě SSL 3.0 v software široce podporován a to jak na straně tehdy nejpoužívanějších prohlížečů (Mozilla Firefox, Internet Explorer, Google Chrome, Safari, …), tak na straně nejpoužívanějších webových serverů (Apache, Nginx, Internet Information Services, …). Kromě webových služeb se protokoly TLS/SSL používají i pro zabezpečení řady dalších protokolů vyšší úrovně